# Wojciech Bartnik
Wojciech Stanisław Bartnik (ur. 2 grudnia 1967 w Oleśnicy) – polski bokser i trener bokserski, brązowy medalista olimpijski w wadze półciężkiej.

## Życiorys

### Kariera sportowa
Był zawodnikiem Gwardii Wrocław. W 1990 został zwycięzcą Turnieju im. Feliksa Stamma. Trzykrotnie wystąpił na letnich igrzyskach olimpijskich. W 1992 w Barcelonie zdobył brązowy medal w wadze półciężkiej, wygrywając trzy walki. W Atlancie (1996) i Sydney (2000) startował w wadze ciężkiej. Dziesięciokrotnie zdobywał mistrzostwo Polski, dziewięciokrotnie w latach 90. wystartował w meczach międzypaństwowych. Trzykrotny ćwierćfinalista mistrzostw świata (1993, 1995, 1997), także trzykrotnie uczestniczył w mistrzostwach Europy (1993, 1996, 1998) – w drugim ze startów (w Vejle) zdobył brązowy medal.
W 2001 przeszedł na zawodowstwo, związał się z Hammer KnockOut Promotions. Do 2010 stoczył 31 walk, odnosząc 26 zwycięstw (w tym 10 nokautów), 4 porażki i 1 remis. W 2014 zadebiutował jako zawodnik MMA.

### Działalność zawodowa i publiczna
Ukończył studium ekonomiczne. Został trenerem w bokserskim klubie Orzeł Oleśnica. W 2010 uzyskał mandat radnego rady miejskiej w Oleśnicy, kandydując z ramienia lokalnego komitetu. Utrzymywał go także w 2014, 2018 i 2024.
W 2015 był kandydatem do Sejmu z ramienia Prawa i Sprawiedliwości. W 2018 przystąpił do Wolnych i Solidarnych. W 2019 jako bezpartyjny ponownie wystartował z listy PiS do Sejmu. Wszedł w skład komitetu wspierającego kandydaturę Karola Nawrockiego na prezydenta RP w wyborach w 2025.

## Odznaczenia
W 1993 odznaczony Srebrnym Krzyżem Zasługi.

## Życie prywatne
Żonaty z Moniką, ma troje dzieci – Karolinę, Szymona i Martę.

## Osiągnięcia
W karierze amatorskiej
- brązowy medal na Letnich Igrzyskach Olimpijskich w Barcelonie (1992)
- brązowy medal mistrzostw Europy w Vejle (1996)
- dziesięć złotych medali mistrzostw Polski (1990 i od 1992 do 2000)

W karierze zawodowej
- dwukrotny pas Międzynarodowego Mistrza Polski
- pas federacji World Boxing Foundation w wersji „WBF International”
- pas federacji Europe Profi Box Association